# کلارک کارلایل
کلارک کارلایل (انگلیسی: Clarke Carlisle؛ زادهٔ ۱۴ اکتبر ۱۹۷۹) یک بازیکن فوتبال اهل بریتانیا است.